# ГАФТ (группа)
«ГАФТ» — российская рок-группа из Санкт-Петербурга, основанная в 2012 году Николаем Яковлевым и в разные периоды смешивающая в своих песнях такие жанры как индитроника, авант-рок, поп-рок и другие. Свое творчество участники характеризуют как музыку эмпатии, сочувствия и сопереживания. Журнал «Афиша Daily» относит ГАФТ к волне так называемых «новых грустных» или «новых интимных». На счету группы участие в таких крупных музыкальных фестивалях, как «Ural Music Night», «Окна открой!» и «Алые паруса». Коллектив также является лауреатом старейшего в России фестиваля независимых групп и исполнителей «Индюшата», а в феврале 2021 года выиграл грант на New/Open Showcase Festival. Олег Гаркуша (АукцЫон) неоднократно упоминал ГАФТ как один из любимых современных музыкальных коллективов. С момента основания группа выпустила больше 100 песен и 31 клип.

## Состав
Текущий состав
- Николай Яковлев — слова, музыка, вокал, гитара
- Иван Хохлов — музыка, клавишные, гитара
- Игорь Кузнецов — музыка, барабаны

Бывшие участники группы
- Алексей Беляков — бас (участвовал в проектах «Сердолик», «The Сограждане», «Scheidenbach»)
- Серафим Синотов — гитара (участвовал в проекте «SoundScript33»)
- Элла Байысбаева — бас
- Илья Журавлев (†) — скрипка
- Максим Семененко (†) — барабаны
- Алексей Рубелев — бас
- Александр Сухочев — бас
- Сергей Езерский — гитара
- Рита Серова — вокал

## События
- 2 сентября 2020 года в Московском комсомольце вышло большое интервью Натальи Малаховой с лидером группы ГАФТ Николаем Яковлевым. В доверительной беседе затрагивались вопросы о природе творчества и развитии группы[13].
- 25 ноября 2020 года группа ГАФТ запустила в социальных сетях акцию под тегом #этонебольно[14], приуроченную к Международному дню борьбы за ликвидацию насилия в отношении женщин. В этот день вышла песня под названием «Это не больно», посвященная теме домашнего насилия, и был брошен клич, призывающий художников, поэтов и всех неравнодушных людей поддержать акцию. На призыв откликнулись[15] сотни пользователей социальных сетей, среди них музыкант Найк Борзов[16], Олег Гаркуша, известные поэты Арчет, Стефания Данилова, Егор Сергеев.
- 4 февраля 2021 года, во Всемирный день борьбы против рака, состоялся благотворительный акустический концерт, в котором приняли участие лидер группы ГАФТ Николай Яковлев, Екатерина Яшникова, группа Макодзеба и Виталий Гребенщиков. Все собранные средства были направлены в Фонд борьбы с лейкемией на покупку иммуноглобулина[17].
- В феврале 2021 года группа приняла участие в фестивале актуальной музыки New/Open Showcase Festival[18] и выиграла грант[19], а также специальный приз от социальной сети ВКонтакте[20]. Выигранные деньги пошли на съемку и продвижение клипа по песне «Это не больно».
- 1 июня 2021 года, в Международный день защиты детей, вышел клип по песне «Это не больно», посвященный борьбе с домашним насилием[21]. В клипе снимались профессиональные актёры, за основу был взят сценарий Елизаветы Прохоровой, у которой уже были работы на эту тему (среди них документальный фильм «Перерождение», получивший студенческую ТЭФИ). Режиссёр — Валентин Захаров. Клип показывает абьюзивные отношения глазами ребёнка, а также раскрывает двойственную сущность абьюзера[22]. К выходу клипа группа ГАФТ приурочила вторую волну флешмоба под тегом #этонебольно.
- 25 июня 2021 года группа ГАФТ должна была выступить на крупнейшем музыкальном фестивале Ural Music Night, но из-за ковидных ограничений фестиваль был перенесен. Чтобы поддержать музыкантов, Яндекс.Музыка собрала плейлист «Фрешмены несостоявшихся фестивалей»[23], в который вошла и песня ГАФТ. Сама же группа при поддержке Афиши. Daily[24] в рамках акции #ночьпройдет, объявленной организаторами фестиваля, выпустила 25 июня видео к песне «Больше не могу тебя любить», снятое на карьере в Ленобласти.
- 20 августа 2021 года вышел сингл «Купи-продай», который войдет в альбом «Все равно нулю». «Купи-продай» — песня об осознанном потреблении музыки и о том, как творчество заменяется бизнесом. Все деньги с прослушиваний песни идут в фонд «Тебе поверят», платформу для психологических, образовательных и медийных инициатив, направленных на сокращение уровня сексуального насилия над детьми и подростками[25].
- 8 октября 2021 вышел сингл «Тонешь вместе со мной», а 10 октября группа запустила флешмоб #тонешьвместесомной, приуроченный к Всемирному дню психического здоровья. В социальных сетях появилось свыше 200 публикаций с рисунками, текстами и стихами на тему психического здоровья. В флешмобе поучаствовали поэты Арчет и Сопрано, музыканты Олег Барабаш (ХПБ), Екатерина Яшникова, финалисты конкурса от «Кинопоиска» художественно-литературный проект «Серые будни магов» и многие другие. Целью флешмоба является дестигматизации ментальных проблем. Все деньги, собранные за прослушивания песни «Тонешь вместе со мной» в ближайшие полгода, музыканты переведут платформе психологической помощи онлайн для подростков «Твоя Территория»[26].
- 26 ноября 2021 года вышел альбом «Всё равно нулю» — по словам Николая Овчинникова из Афиши. Daily, «одна из самых дискомфортных пластинок года — и одна из лучших, что записывались на русском языке этой осенью»[27]. Песни из этого альбома затрагивают острые проблемы современного общества[28].
- По итогам 2021 года Афиша. Daily включила песню группы ГАФТ (с DAKOOKA) «Это не больно» в число ста лучших, поставив её на 21 место[29].
- 4 февраля 2022 года вышел сингл ВСЕ РАВНО НУЛЮ и клип на эту песню. В песне и клипе, помимо группы ГАФТ, участвовали группы Свидание, Комсомольск, Наша Таня, Монти Механик, Lurmish, E-Sex-T, Гребенщик и Екатерина Яшникова. Каждый из них спел по припеву из сингла. Музыканты также снялись в клипе в формате видео-конференции, где каждый из них появился в неформальной домашней обстановке. Все средства с прослушиваний песни будут направлены в фонд помощи хосписам «Вера»[30].
- 22 апреля 2022 года вышел сингл «В пухе тополином». Эта песня, ранее существовавшая в акустическом варианте, была написана после того, как умерла кошка фронтмена группы. В связи с выходом песни группа ГАФТ провела в социальных сетях флешмоб для художников #ищудомдругу в поддержку бездомных животных и приюта для собак «4 лапы». Средства с прослушивания песни и продажи мерча будут направлены в помощь приюту. Кроме того, группа сняла клип, в котором участвуют подопечные этого приюта, а Николай Яковлев сыграл благотворительный акустический он-лайн концерт[31][32].
- 29 июля 2022 года группа выпустила сингл «Что болит в твоей груди?», записанный вместе с Masha Hima, и атмосферный клип на эту песню, снятый на мобильный телефон[33][34]. Премьера песни также прошла на Радио Maximum и радио Серебряный дождь. Концерт, посвященный выходу альбома ГАФТ ПАНК
- 7 октября 2022 года вышел альбом «ГАФТ ПАНК», продолжающий тему ментального здоровья, затронутую в сингле «Тонешь вместе со мной» и сопутствующем флешмобе. В делюкс-версии альбома, выложенной на Яндекс.музыке, Николай Яковлев и его супруга Василиса Кадина перед каждой песней оставили комментарий, рассказывающий о том, с какими психическими состояниями ассоциируется песня[35]. В альбом вошли четыре новые композиции и два сингла, вышедшие ранее: «В пухе тополином» и «Что болит в твоей груди?»[36].
- В декабре 2022 года группа ГАФТ поучаствовала в проекте «Повести Гоголя», организованном петербуржской библиотекой Гоголя. Был записан альбом, в котором 10 музыкальных коллективов представили песни по различным произведениям классика. Группа ГАФТ выбрала рассказ «Записки сумасшедшего»[37].
- 27 января 2023 года вышел фит с группой Макодзеба — песня «Ангел». «Ангел» была написана давно и исполнялась группой ГАФТ на концертах, но до этого времени не издавалась[38].
- 3 марта 2023 года ГАФТ вместе со Стереополиной выпустили песню «Прощай, мир!», а 4 марта вышел одноимённый клип, снятый в эстетике 90-х на две кассеты VHS[39].
- 7 марта 2023 года вышел фит с DenDerty «Холодно», а затем — клип на акустическую версию песни, в котором ГАФТ, DenDerty, Masha Hima и Анна Багинская исполняют песню дома у Николая Яковлева[40].
- 10 августа 2023 года состоялась премьера клипа на песню «В реку времени». Клип снят в жанре роуд-муви, режиссёр — Дмитрий Сергеев, в ролях — актёры школы-студии МХАТ[41].
- В августе 2023 года вышла песня «Я бы хотела, чтобы всё было так», музыку и слова к которой написала Василиса Кадина, супруга Николая Яковлева, и которую они исполнили вместе. К песне группой ГАФТ был с помощью нейросети снят клип. Премьера клипа состоялась 29 августа на «Афише Daily»[42].
- 6 октября 2023 года вышел фит с Женей Любич «Этот город», а 11 октября состоялась премьера клипа, который был снят около петербургских домов, нуждающихся в реставрации. Цель клипа — привлечь внимание к проблеме разрушающихся исторических зданий Санкт-Петербурга. При помощи нейросети в клипе показано, какая участь ждет памятники архитектуры, если не заняться решением этой проблемы[43]. Помимо Николая Яковлева и Жени Любич в клипе приняли участие DenDerty, Стереополина, нежность на бумаге, Гребенщик, In.spyral, Василиса Кадина, Fancy Friend и Ника Артемьева.
- После череды фитов, 24 ноября 2023 года, группа выпустила сольный трек «Рассыпься». Предрелизная кампания сингла сопровождалась видеороликами участников, в которых они доверительно обращались к слушателям, делясь своими переживаниями[44].
- В феврале 2024 года вышел фит с Екатериной Яшниковой «Ты всё пела?» и клип на эту песню, режиссёром которого выступил лидер группы Николай Яковлев[45]. В день выхода клипа, 22 февраля, песня поднялась на первое место в хит-параде «Нашего радио» «Чартова дюжина».
- 29 марта 2024 года состоялась премьера песни и клипа «Я люблю тебя (папе)». Песня посвящается отцу лидера группы, погибшему в ДТП, и рассказывает историю любви, потери и прощения[46].
- Выход сингла «Тру крайм» в октябре 2024 года сопровождался выпуском мини-сериала в жанре найденной пленки, снятого Николаем Яковлевым и Василисой Кадиной, в котором они же исполнили главные роли[47]. К выходу альбома «Давай смотреть на облака» был снят еще один мини-сериал, носящий исповедальный характер.
- В марте 2025 года вышел трибьют-альбом «Днесь» с песнями на стихи А.Мариенгофа, для которого ГАФТ записали песню «Есенину» по стихотворению, написанному Мариенгофом на смерть поэта[48].
- В июне 2025 года клип на песню группы "Я всех любил" победил в номинации «Best Music Video» на Парижском кинофестивале Paris Play International Film Festival. Режиссер клипа и исполнительница главной роль — Екатерина Карманова [49].

## Благотворительные проекты
Группа ГАФТ придерживается активной социальной позиции — музыканты считают важной частью своего творчества возможность помочь и привлечь внимание к проблемам общества.
- Всё началось 25 ноября 2020 года, когда стартовала акция #этонебольно[14], приуроченная к Международному дню борьбы за ликвидацию насилия в отношении женщин. Вышла песня «Это не больно», посвященная теме домашнего насилия, и был проведен масштабный флешмоб[15] среди творческих людей. Деньги с прослушиваний песни направлены в фонд борьбы с домашним насилием. В июне 2021 года вышел клип на песню «Это не больно», раскрывающий сущность абьюзера[22].
- 4 февраля 2021 года фронтмен группы Николай Яковлев участвовал в благотворительном акустическом концерте в помощь Фонду борьбы с лейкемией[17].
- 20 августа 2021 года вышел сингл «Купи-продай», посвященный осознанному потреблению, в том числе и музыки. Все деньги с прослушиваний песни идут в фонд «Тебе поверят», борющийся против сексуального насилия над детьми и подростками[50].
- В октябре 2021, к выходу сингла «Тонешь вместе со мной», группа запустила одноимённый флешмоб, приуроченный к Всемирному дню психического здоровья, в котором поучаствовали более 200 художников, поэтов и музыкантов. Целью флешмоба является дестигматизации ментальных проблем. Все деньги, собранные за прослушивания песни «Тонешь вместе со мной» за полгода, музыканты перевели платформе психологической помощи подросткам «Твоя Территория»[26].
- 4 февраля 2022 года вышел сингл «ВСЕ РАВНО НУЛЮ» и клип на эту песню. Все средства с прослушиваний направлены в фонд помощи хосписам «Вера»[30].
- 22 апреля 2022 года вышла песня «В пухе тополином», написанная в память о кошке Николая Яковлева. В связи с выходом песни группа ГАФТ провела в социальных сетях флешмоб для художников #ищудомдругу в поддержку приюта для собак. Средства с прослушиваний и продажи мерча направлены в помощь приюту. Группа также сняла клип, в котором участвуют собаки из этого приюта, а Николай Яковлев сыграл благотворительный он-лайн концерт[31][32].
- 31 июля 2022 года Николай Яковлев и Екатерина Яшникова дали в Москве благотворительный акустический концерт в поддержку фонда «Друзья общины Святого Эгидия», помогающего бездомным, пожилым и бедным людям[51].
- В конце 2022 года у группы ГАФТ вышли две совместные с другими исполнителями работы: песня и клип «Собаки» с петербуржским музыкантом Папа в поддержку приюта «4 лапы», и песня и клип «Дома хорошо» совместно с группой Свит Шот в поддержку благотворительной организации «Ночлежка». Кампания в помощь «Ночлежке» была проведена с участием программы Band.Link Bonus[52].
- Все средства с прослушиваний песни «Ангел», вышедшей в январе 2023 года и посвященной погибшему отцу фронтмена группы, будут переведены в Фонд против ДТП[38].
- В октябре 2023 года у группы ГАФТ и Жени Любич вышел клип на песню «Этот город», в котором собрались музыканты Санкт-Петербурга, чтобы привлечь внимание к проблеме разрушающихся архитектурных памятников города. Средства со стримингов трека «Этот город» будут направлены в пользу благотворительного фонда сохранения исторического наследия «Внимание»[43].
- В апреле 2025 года у ГАФТ и Жени Любич вышла еще одна совместная песня и клип «Где мы все увидимся». Трек создан в поддержку "Дома надежды на Горе́", бeсплaтнoго реабилитационного центра для людей с алкогольной зависимостью: все средства от прослушиваний будут направлены в помощь центру [53].

## Логотип
Логотип группы ГАФТ «гафточка» существует с 2012 года и сочетает в себе образ галстука-бабочки (музыканты ранее выступали в них) и разорванный знак бесконечности, а также является своеобразным ребусом, составленным из букв названия группы. К выходу песни «ВСЁ РАВНО НУЛЮ» «гафточка» округлилась: стала больше напоминать знак бесконечности и одновременно содержать в себе нули.

## Кавер-версии
- В 2018 году вышел альбом кавер-версий на песню группы ГАФТ «Псалмы», в котором исполнители из разных стран поют её на родных языках. Песня прозвучала на белорусском, итальянском, японском и испанском, причем каждый автор делал перевод на свой язык сам[55].
- В 2020 году независимые музыканты Otto Dix, Гребенщик, Олег Барабаш, MAD-A и другие записали альбом каверов «ГАФТ Cover Party»[56].

## Сайд-проект
В 2018 году Николай Яковлев создал ещё один проект, названный Co-company. В рамках этого проекта выходят как акустические, так и электронные композиции, и осуществляются всевозможные эксперименты, как, например, музыкально оформленное прочтение «Воскресения всех мертвых» Леонида Андреева или акустический концерт ночью в лесу. Состав Co-company меняется от песни к песне.

## Предрелизные кампании
- Традицией коллектива стало проведение масштабных предрелизных кампаний перед выходом новой песни. Так, например, во время предрелизной кампании к песне «Это не больно» на страницах группы в социальных сетях каждый день появлялись фотографии из тематической фотосессесии Олега Макосеева, обличающие домашнее насилие. Фотографии сопровождались голосовыми сообщениями от лица женщин, ставших жертвами жестокости[58].
- Предрелизная кампания к выходу фита «Снег» с Екатериной Яшниковой рассказала слушателям историю знакомства Екатерины и Николая Яковлева в письмах и голосовых сообщениях. Музыканты также развесили плакаты с цитатами из этих сообщений в любимых местах родного города: Екатерина — в Москве, а Николай — в Санкт-Петербурге[59].
- Перед выходом новой аранжировки песни Before Surprise, автором которой является Илья Журавлев (участник группы в 2012—2013 и 2016; умер в 2017 году), в течение недели публиковались истории из жизни Ильи и видео с его участием[60].
- Перед выходом клипа «Это не больно» группа ГАФТ развесила в парадных Санкт-Петербурга плакаты с историями девушек, испытавших на себе домашнее насилие[61].
- В день выхода песни «Купи-продай» Николай Яковлев встречает слушателей за кассой благотворительного магазина «Спасибо», а затем проводит там небольшой акустический концерт с призывом сделать пожертвования фонду «Тебе поверят». Также целью кампании является привлечение внимания к рациональному использованию ресурсов[62].
- Перед выходом песни и клипа ВСЕ РАВНО НУЛЮ, в которых, помимо группы ГАФТ, участвуют ещё 8 инди-музыкантов, Николай Яковлев в течение недели каждый день знакомил поклонников с одним из них.

## Подкасты, видео- и радио-интервью
- Макс Сергеев Весьма наслышаны «Николай Яковлев (ГАФТ): Боль, честность и вопрос зачем»
- Ну а как иначе «Николай Яковлев. Группа ГАФТ, благотворительность, хосписы, домашнее насилие»
- Шазамить бесполезно «Коля из группы ГАФТ: я верю, что музыка может менять мир»
- Студия MTC Live:ГАФТ Четыре песни live и интервью
- Коля из ГАФТ и Макс Куббе в подкасте АППРУВ
- Интервью ГАФТ для Вести Урал 24.06.2022
- melodiya/музыка и подкаст «Яковлев из ГАФТ — контроль, искренность, любовь»
- Эквалайзер «ГАФТ об альбоме ГАФТ ПАНК»
- Разберись «Коля ГАФТ|Это не больно»

## Дискография
Группой выпущены пять студийных альбомов («Сашенька», «Бедные леди», «Часть 1», «Всё равно нулю» и «ГАФТ ПАНК»), один мини-альбом («Пани») и два концертных («Праздник» и «Концерт без сверхзадачи»).

### Альбомы
- Праздник (live) (2012)

1. Intro
2. Улыбайся
3. Зима
4. Ближе
5. Листок
6. Сирена
7. Будда
8. Праздник
9. Кувшинки
10. Улыбки
11. Пани

- Пани (2013)

1. Рождество
2. Птица
3. Впусти
4. Хлопай
5. Пани
6. Девочка

- Бедные леди (2014)

1. Мантра
2. Кровать
3. Сказки
4. ул. Кораблестроителей
5. Трубки
6. С экрана
7. Сны монарха
8. Увертюра
9. Октябрь
10. Дирижабль
11. Дело привычки

- Концерт без сверхзадачи (live) (2016)

1. Гиена
2. Далёко-далеко
3. Дело привычки
4. Псалмы
5. Protector
6. Мантра
7. Brainwashing
8. Будда
9. Silence and fears
10. Натали

- Сашенька (2017)

1. Всё!!!
2. Сашенька
3. Будда
4. Утро
5. Фан-клуб
6. Море спокойствия
7. Псалмы
8. Лекарство от смерти
9. Сибирским
10. Айра
11. Милый друг

- Часть 1 (2018)

1. Вместе или нет
2. Манят
3. Whatever
4. Натали
5. Silence & Fears
6. Издеребляй дряблое
7. Далёко-далеко

- Всё равно нулю (2021)

1. Как твой день?
2. Всё равно нулю
3. Хороший человек
4. Это не больно (с DaKooka)
5. Разбей мое сердце
6. Тонешь вместе со мной
7. Какого волка ты кормишь?
8. Купи-продай
9. Больше не могу тебя любить

- ГАФТ ПАНК (2022)

1. ты все придумала сама
2. отмени обними
3. у тебя больше нет сердца
4. я ошибся во всем
5. что болит в твоей груди (с Masha Hima)
6. в пухе тополином

- Давай смотреть на облака (2024)

1. я всех любил
2. мой демон печали
3. тру крайм
4. мама, почему тебе грустно

- Жаль (2025)

1. белая ворона
2. только правда, ничего кроме правды
3. невестой
4. тебе меня не жаль
5. темнота тишина
6. прахом
7. пой для любителей
8. warriors of the rainbow (ГАФТ, Jorgie Viento)

### Синглы
- Before surprise (single) (2018)
- Манят (single) (2018)
- Вместе или нет (single) (2018)
- Сибирским/Автократор (с Otto Dix) (2020)

1. Автократор (кавер группы ГАФТ на песню группы Otto Dix)
2. Сибирским (кавер группы Otto Dix на песню группы группы ГАФТ)

- Постоянно обещаю (single) (2020)
- Больше не могу тебя любить (single) (2020)
- Это не больно (single) (2020)
- Снег (с Екатериной Яшниковой) (2021)

1. Снег (целую) (ГАФТ, Екатерина Яшникова)
2. Снег (Никогда не кончится) (Екатерина Яшникова, ГАФТ)

- Before Surprise (single, новая аранжировка) (2021)
- Это не больно (single, с DaKooka) (2021)
- Купи-продай (single) (2021)
- Тонешь вместе со мной (single) (2021)
- ВСЁ РАВНО НУЛЮ (single, с группами Свидание, Комсомольск, Наша Таня, Монти Механик, Lurmish, E-Sex-T, Гребенщиком и Екатериной Яшниковой) (2022)
- В пухе тополином (single) (2022)
- Что болит в твоей груди? (single, с Masha Hima) (2022)
- Записки сумасшедшего (с совместного с другими музыкантами альбома «Повести Гоголя») (2022)
- Ангел (single, с группой Макодзеба) (2023)
- Прощай, мир (single, с Стереополиной) (2023)
- Холодно (single, с DenDerty) (2023)
- Никаких правил (single, с Gilava) (2023)
- В реку времени (single, с Нежность на бумаге) (2023)
- Этот город (single, с Женей Любич) (2023)
- Рассыпься (single) (2023)
- Самый Грустный Новый Год (single) (2023)
- Ты всё пела? (single c Екатериной Яшниковой) (2024)
- Я люблю тебя (папе) (single) (2024)
- Птичка (single, с Эмелевской) (2024)
- Птица кричит (single, с Ускорение и Пост Парк) (2024)
- На краю парапета (single, с VALYA!VALYA!) (2024)
- Все равно к тебе приду (single) (2024)
- Держи мои раны (single, акустическая версия песни «Псалмы») (2024)
- Тру крайм (single) (2024)
- Тень (single, с Олегом Барабашем, Василисой Кадиной) (2024)
- Взаимно (single, с Masha Hima) (2025)
- Больно забывать (single c Екатериной Яшниковой) (2025)
- Есенину (single на стихотворение А. Мариенгофа, для трибьют-альбома «Днесь») (2025)
- Тебе меня не жаль (single) (2025)
- Где мы все увидимся (single, с Женей Любич) (2025)

## Видеография
Среди клипов, выпущенных группой ГАФТ, есть клип, снятый одним кадром («Псалмы»), работы в жанре мокьюментари («Манят») и в стиле home video («Больше не могу тебя любить».) Клип «Разбей мое сердце» был снят за 30 секунд. 4 февраля 2022 года вышел клип на песню ВСЕ РАВНО НУЛЮ, снятый в формате Zoom-конференции. Видео «В пухе тополином» снято с участием собак из питерского приюта «4 лапы», и целью его является привлечение внимания к проблеме бездомных животных и помощь приюту. С выходом альбома «ГАФТ ПАНК» вышли два клипа на песни «Отмени обними» и «Ты всё придумала сама», снятые на телефон, в которых Николай Яковлев и Василиса Кадина по очереди выступают в роли оператора и актёра. Клипы «Собаки», «Дома хорошо», «Ангел» и «Прощай, мир!» сняты совместно с группами «Папа», «Свит Шот», «Макодзеба» и Стереополиной. Клип на совместную с Василисой Кадиной песню «Я бы хотела, чтобы все было так» снят при помощи нейросети.
- Рождество
- Гиена
- Понарошку
- Лекарство
- Октябрь
- Before surprise
- Псалмы
- Манят
- Больше не могу тебя любить
- Снег
- Это не больно
- Разбей мое сердце
- ВСЁ РАВНО НУЛЮ
- В пухе тополином
- Что болит в твоей груди?
- Отмени обними
- Ты всё придумала сама
- Собаки
- Дома хорошо
- Ангел
- Прощай, мир!
- Холодно (акустическая версия)
- Никаких правил
- В реку времени
- Я бы хотела, чтобы все было так
- Этот город
- Ты всё пела?
- Я люблю тебя (папе)
- Все равно к тебе приду
- Я всех любил
- Где мы все увидимся

## Публикации о группе и интервью
- Музыкальный портал FUZZ — Новое имя: группа ГАФТ
- Портал СубКультура — Группа «ГАФТ»: «Аббревиатура, которую мы никому не расшифруем»
- Piterrok — ГАФТ «Бедные леди» (2014)
- Арт-журнал Около — Музыка сквозь зрачки
- Radio Imagine — Николай Яковлев, поэт и вокалист (Группа ГАФТ) на радио Imagine
- В фокусе — Хлоп-хлоп-хлопай, пани! Сиреневое интервью с группой ГАФТ
- Специальное радио — ГАФТ — «Концерт без сверхзадачи» — 2017
- MK.RU, Наталья Малахова — Музыкальную секту «ГАФТ» вдохновил Петербург
- Комсомольская правда, Маргарита Репина — Петербургская инди-группа «ГАФТ» выпустила песню, посвященную жертвам домашнего насилия
- The Village — Флешмоб: #этонебольно — музыканты против домашнего насилия.
- Musecube — Петербургская инди-группа «ГАФТ» выпустила сингл «Это не больно», посвящённый жертвам домашнего насилия
- Мойка78 — Петербургские музыканты запустили флэшмоб против домашнего насилия
- MK.RU, Наталья Малахова — Группа «ГАФТ» спела гимн против насилия от лица палача
- MK.RU, Наталья Малахова — На съемках клипа о насилии группа «ГАФТ» поняла, что проклята
- РБК Стиль — Группа ГАФТ сделала кавер на собственный сингл в пользу фонда «Вера»
- Собака.ru, Дарья Гладких — Премьера на «Собака.ru»: группа «ГАФТ» выпустила клип в поддержку собак, оставшихся без хозяев
- Большой Город, Паша Яблонский — Как совмещать музыку с активизмом? Отвечает группа «ГАФТ»
- Однокомнатный продюсер, Никита Арно — Коля Яковлев: группа «ГАФТ», благотворительность и музыка
- Собака.ru, Дарья Гладких, Дарья Скаянская — Знакомьтесь, Николай Яковлев из группы «ГАФТ» — он пишет искренние и очень личные песни, которые поддерживают и помогают найти смысл в жизни